# Mount Ousley
Mount Ousley är en förort i Australien.   Den ligger i kommunen City of Wollongong och delstaten New South Wales, i den sydöstra delen av landet, 190 km nordost om huvudstaden Canberra. Mount Ousley ligger 60 meter över havet och antalet invånare är 1 686.
Terrängen runt Mount Ousley är platt österut, men västerut är den kuperad. Havet är nära Mount Ousley åt sydost. Trakten är tätbefolkad. Närmaste större samhälle är Wollongong, 3,2 km sydost om Mount Ousley. 